# Dalibor Stojanović
Dalibor Stojanović, slovenski nogometaš, * 4. april 1989, Ljubljana.
Stojanović je nekdanji profesionalni nogometaš, ki je igral na položaju vezista. V svoji karieri je igral za slovenska kluba Domžale in Gorico ter avstrijske Austrio Salzburg, SKN St. Pölten, Floridsdorfer AC, ATSV Wolfsberg, SK Maria Saal in DSG Ferlach. Skupno je v prvi slovenski ligi odigral 44 tekem in dosegel dva gola. Z Domžalami je osvojil naslov slovenskega državnega prvaka v sezoni 2007/08. Bil je tudi član slovenske reprezentance do 18, 19 in 20 let.